# Metilmalonato-semialdeide deidrogenasi (acilante)
La metilmalonato-semialdeide deidrogenasi (acilante) è un enzima appartenente alla classe delle ossidoreduttasi, che catalizza la seguente reazione:
2-metil-3-ossopropanoato + CoA + H2O + NAD+ ⇄ propanoil-CoA + HCO3- + NADH
L'enzima converte anche il 3-ossopropanoato in acetil-CoA. La reazione avviene in due passaggi, con il processo di decarbossilazione che precede il legame del CoA. Come prodotto finale è rilasciato bicarbonato anziché CO2.